# Chelonus salebrosus
Chelonus salebrosus är en stekelart som beskrevs av Günther Enderlein 1912. Chelonus salebrosus ingår i släktet Chelonus och familjen bracksteklar. Inga underarter finns listade i Catalogue of Life.